# Buchillon
Buchillon is een gemeente en plaats in het Zwitserse kanton Vaud, en maakt deel uit van het district Morges.
Buchillon telt 593 inwoners.